# Уолтерс, Тод
Тод Дэниел Уолтерс (англ. Tod Daniel Wolters; род. 13 октября 1960, США) — американский военный деятель, генерал ВВС США, командующий Европейским командованием Вооружённых сил США и Верховный главнокомандующий Объединённых вооружённых сил НАТО в Европе (2019—2022).

## Биография
Тод Дэниел Уолтерс родился в 1960 году. Отец: Томас Эдвард Уолтерс (1932—2004), бригадный генерал ВВС США.
В 1982 году со степенью бакалавра наук окончил Академию ВВС США в Колорадо-Спрингс, штат Колорадо. 2 июня того же года получил звание второго лейтенанта. С июня 1982 по июнь 1983 года был студентом курса лётной подготовки на авиабазе Риз, штат Техас; с июля по август 1983 года — студент курса истребительной подготовки на авиабазе Холломен, штат Нью-Мексико; с сентября по ноябрь 1983 года — студент тренировочного подразделения по замене OV-10 на авиабазе Патрик, штат Флорида; с ноября 1983 по июнь 1984 года — пилот OV-10 704-й тактической эскадрильи воздушной поддержки на авиабазе в Зембахе, Западная Германия. 2 июня 1984 года получил звание первого лейтенанта.
С июля 1984 по сентябрь 1986 года был лётчиком-инструктором на OV-10 и лётный экзаменатор 27-й тактической эскадрильи воздушной поддержки на авиабазе Джордж, штат Калифорния. 2 июня 1986 года получил звание капитана. С октября по ноябрь 1986 года — студент курса истребительной подготовки на авиабазе Холломен, штат Нью-Мексико; с декабря 1986 по апрель 1987 года — тренировочного подразделения по замене F-15 на авиабазе Тиндалл, штат Флорида; с мая 1987 по декабрь 1989 года — пилот-инструктор F-15 и лётный экзаменатор 53-й тактической истребительной эскадрильи на авиабазе в Битбурге, Западная Германия. В январе—апреле 1990 года учился в оружейной школе ВВС США на авиабазе Неллис, штат Невада, где окончил боевой курс инструкторов истребителей F-15.
С мая 1990 по февраль 1992 года — начальник отдела вооружения и тактики 9-й тактической истребительной эскадрильи на авиабазе Холломен, штат Нью-Мексико; с марта 1992 по март 1995 года — помощник офицера по оперативным вопросам, командир воздушного судна и пилот-инструктор дивизии F-15 в оружейной школе ВВС США на авиабазе Неллис, штат Невада. 1 марта 1994 года получил звание майора. В 1995 году по переписке окончил Воздушный командно-штабной колледж на авиабазе Максвелл, штат Алабама, а в 1996 году — Штабной колледж вооружённых сил в Норфолке, штат Виргиния, и Университет аэронавтики Эмбри-Риддл, где получил степень магистра в области технологий аэронавтических наук. Обладая квалификационной категорией «пилот-командир», Уолтерс налетал более 4,990 часов, преимущественно на самолётах F-15C, F-22, OV-10, T-38, A-10.
С апреля 1995 по март 1997 года — адъютант командующего Тихоокеанским командованием США на базе Кэмп-Смит, штат Гавайи; с апреля по декабрь 1997 года — начальник отдела безопасности 3-го крыла на авиабазе Эльмендорф, штат Аляска. 1 января 1998 года получил звание подполковника. С января по декабрь 1998 года был офицером по оперативным вопросам, а с января 1999 по июнь 2000 года — командиром 19-й истребительной эскадрильи на авиабазе Эльмендорф, штат Аляска. С июля 2000 по июнь 2001 года учился в Военном колледже Армии США в Карлайл-Барракс Карлайла, штат Пенсильвания, который окончил со степенью магистра в области стратегических исследований.
С июня 2001 по апрель 2002 года — начальник отдела боевых сил Управления оперативных потребностей в штаб-квартире ВВС США в Арлингтоне, штат Виргиния. 1 июля 2002 года получил звание полковника. С мая 2002 по июль 2004 года был командиром 1-й оперативной группы на авиабазе Лэнгли, штат Виргиния (одновременно, с февраля по май 2003 года был командиром 485-го воздушного экспедиционного крыла, Юго-Западная Азия). В 2004 году окончил Школу управления им. Джона Ф. Кеннеди в Гарвардском университете в Кембридже, штат Массачусетс.
С июля 2004 по апрель 2006 года — командир 47-го лётного тренировочного крыла на авиабазе Лафлин, штат Техас; с июня 2006 по март 2008 года — командир 325-го истребительного крыла на авиабазе Тиндалл, штат Флорида. В 2007 году окончил курс командира авиационного компонента объединённых сил на авиабазе Максвелл, штат Алабама. 2 ноября 2007 года получил звание бригадного генерала. С марта 2008 по март 2009 года был заместителем командующего по военно-политическим вопросам Объединённого переходного командования по безопасности в Афганистане Центрального командования США со штаб-квартирой в Кабуле, Афганистан. С апреля 2009 по май 2011 года занимал должность директора воздушных, космических и киберпространственных операций в штаб-квартире Космического командования ВВС США на авиабазе Петерсон, штат Колорадо. В 2010 году окончил объединённый курс боевых действий для флаг-офицеров на авиабазе Максвелл, штат Алабама, а также командирский курс наземного компонента комбинированных сил в Карлайл-Барракс, штат Пенсильвания. 2 августа 2011 года получил звание генерал-майора.
С мая 2011 по май 2012 года был командиром 9-й воздушно-космической экспедиционной целевой группы в Афганистане и заместителем командующего воздушного компонента сил США в Афганистане. С июня 2012 по август 2013 года находился в должности директора по связям с законодательными органами в канцелярии секретаря ВВС США в Пентагоне в Арлингтоне, штат Виргиния. 24 сентября 2013 года получил звание генерал-лейтенанта. С сентября 2013 по декабрь 2014 года занимал пост командующего Двенадцатыми ВВС Боевого авиационного командования и Южными ВВС Южного командования США на авиабазе Дэвис-Монтен, штат Аризона. В 2014 году окончил курс «PINNACLE» в Университете национальной обороны в форте Лесли Дж. Макнейр в Вашингтоне, округ Колумбия.
С декабря 2014 по июль 2015 года — заместитель начальника штаба операций в штаб-квартире ВВС США в Арлингтоне, штат Виргиния; с июля 2015 по август 2016 года — директор операций в Объединённом штабе в Арлингтоне, штат Виргиния. 11 августа 2016 года получил звание генерала. С августа 2016 по апрель 2019 года находился в должности командующего ВВС США в Европе и Африке, а также командующего Объединённым авиационным командованием на авиабазе Рамштайн и директора Объединённого центра компетентности в воздушной мощи в Калькаре, Германия. Его предшественником на этих постах был Фрэнк Горенк, а преемником стал Джеффри Харригян.
15 марта 2019 года президент США Дональд Трамп при одобрении Североатлантического совета НАТО назначил Уолтерса на посты командующего Европейским командованием Вооружённых сил США и Верховного главнокомандующего Объединённых вооружённых сил НАТО в Европе, взамен уходящего с обоих должностей генерала Кёртиса Скапаротти. 2 мая церемония передачи полномочий командующего при участии секретаря Армии США Марка Эспера прошла в Казармах Патча в Штутгарте, Германия. 3 мая церемония передачи полномочий Верховного главнокомандующего при участии генерального секретаря НАТО Йенса Столтенберга прошла в Монсе, Бельгия.

## Награды
| Бронзовый пучок дубовых листьев                                   | Бронзовый пучок дубовых листьев | |
| Бронзовый пучок дубовых листьев · Бронзовый пучок дубовых листьев | Бронзовый пучок дубовых листьев | |
| Бронзовый пучок дубовых листьев · Бронзовый пучок дубовых листьев | Бронзовый пучок дубовых листьев | Бронзовый пучок дубовых листьев · Бронзовый пучок дубовых листьев · Бронзовый пучок дубовых листьев              |
|                                                                   | Бронзовый пучок дубовых листьев · Бронзовый пучок дубовых листьев                                                                      | |
| Золотая звезда повторного награждения                             | Бронзовый пучок дубовых листьев | Литера «V» · Бронзовый пучок дубовых листьев · Бронзовый пучок дубовых листьев · Бронзовый пучок дубовых листьев |
|                                                                   | Бронзовый пучок дубовых листьев | |
| Бронзовый пучок дубовых листьев                                   | Бронзовая звезда за службу | |
| Бронзовая звезда за службу                                        | Бронзовая звезда за службу | |
|                                                                   | | Бронзовый пучок дубовых листьев · Бронзовый пучок дубовых листьев                                                |
| Бронзовый пучок дубовых листьев                                   | Серебряный пучок дубовых листьев · Бронзовый пучок дубовых листьев · Бронзовый пучок дубовых листьев · Бронзовый пучок дубовых листьев | |
|                                                                   | | |

|  |  |  |  |
|  |  |  |  |

Сверху вниз, слева направо:
- Первый ряд: Медаль министерства обороны «За выдающуюся службу» с одним бронзовым пучком дубовых листьев, медаль Военно-воздушных сил «За выдающуюся службу» с одним пучком дубовых листьев, медаль «За отличную службу»;
- Второй ряд: Орден «Легион почёта» с двумя бронзовыми пучками дубовых листьев, медаль «Бронзовая звезда» с одним пучком дубовых листьев, медаль министерства обороны «За похвальную службу»;
- Третий ряд: Медаль «За похвальную службу» с двумя бронзовыми пучками дубовых листьев, воздушная медаль с одним пучком дубовых листьев, авиационная медаль «За достижения»[англ.] с тремя пучками дубовых листьев;
- Четвёртый ряд: Похвальная медаль Объединённого командования, похвальная медаль Военно-воздушных сил с двумя бронзовыми пучками дубовых листьев, медаль Военно-воздушных сил «За успехи»[англ.];
- Пятый ряд: Медаль Военно-воздушных сил «За боевые действия»[англ.] с одной золотой звездой за службу, единая награда воинскому подразделению с одним пучком дубовых листьев, награда выдающемуся авиационному подразделению[англ.] с литерой «V»[англ.] и тремя бронзовыми пучками дубовых листьев;
- Шестой ряд: Награда выдающемуся авиационному подразделению[англ.] (вторая лента в качестве обозначения пятого награждения), награда выдающейся организации Военно-воздушных сил[англ.] с одним пучком дубовых листьев, награда лучшему подразделению Армии[англ.];
- Седьмой ряд: Медаль боевой подготовленности[англ.] с одним пучком дубовых листьев, медаль «За службу национальной обороне» с бронзовой звездой за службу, медаль экспедиционных вооружённых сил;
- Восьмой ряд: Медаль «За службу в Юго-Западной Азии» с одной звездой за службу, медаль «За кампанию в Афганистане» с одной звездой за службу, медаль «За службу в экспедиционных войсках глобальной войны с терроризмом»;
- Девятый ряд: Медаль «За участие в глобальной войне с терроризмом», лента краткой службы в Военно-воздушных силах за границей[англ.], лента долгой службы в Военно-воздушных силах за границей[англ.] с двумя пучками бронзовых листьев;
- Десятый ряд: Лента экспедиционной службы в Военно-воздушных силах[англ.] с золотой рамкой[англ.] и одним бронзовым пучком дубовых листьев, награда за выслугу лет в Военно-воздушных силах[англ.] с одним серебряным и тремя бронзовыми пучками дубовых листьев, лента эксперта Военно-воздушных сил по стрельбе[англ.];
- Одиннадцатый ряд: Лента обучения Военно-воздушных сил[англ.], медаль НАТО за службу в Международных силах содействия безопасности, медаль Освобождения (Кувейт);
- Двенадцатый ряд: Знак пилота-командира ВВС США[англ.], знак космических операций базового уровня[англ.];
- Тринадцатый ряд: Знак Европейского командования США, знак Объединённого комитета начальников штабов[англ.], знак Штаб-квартиры ВВС[англ.].

- - Орден Орлиного креста I класса (21 февраля 2022 года, Эстония)[21]

## Воинские звания
| Знаки | Звание            | Дата             |
| ----- | ----------------- | ---------------- |
|       | Генерал           | 11 августа 2016  |
|       | Генерал-лейтенант | 24 сентября 2013 |
|       | Генерал-майор     | 2 августа 2011   |
|       | Бригадный генерал | 2 ноября 2007    |
|       | Полковник         | 1 июля 2002      |
|       | Подполковник      | 1 января 1998    |
|       | Майор             | 1 марта 1994     |
|       | Капитан           | 2 июня 1986      |
|       | Первый лейтенант  | 2 июня 1984      |
|       | Второй лейтенант  | 2 июня 1982      |